# Morning View
Morning View är ett album av bandet Incubus som släpptes den 23 oktober 2001.

## Låtlista
1. "Nice to Know You" – 4:43
2. "Circles" – 4:09
3. "Wish You Were Here" – 3:35
4. "Just a Phase" – 5:31
5. "11am" – 4:14
6. "Blood on the Ground" – 4:35
7. "Mexico" – 4:21
8. "Warning" – 4:41
9. "Echo" – 3:34
10. "Have You Ever" – 3:15
11. "Are You In?" – 4:24
12. "Under My Umbrella" – 3:32
13. "Aqueous Transmission" – 7:47